# Bogspröt

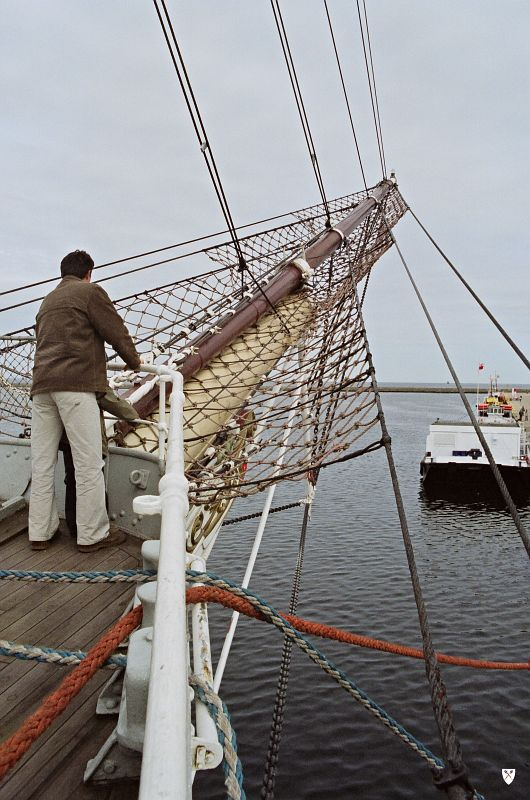
Bogspröt (gult) och klyvarbom (trä) på fullriggaren Dar Pomorza

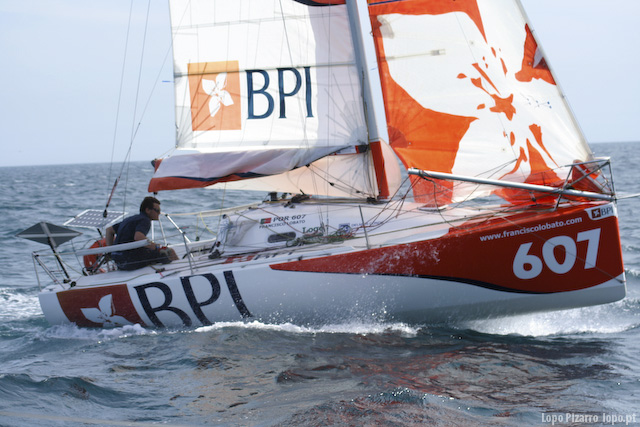
På denna kappseglingsbåt syns en ställbar peke som kan trimmas efter behov för att styra gennaker och code 0.

Bogsprötet är en fast, monterad rundhult (stång), som sticker ut framåt från ett segelfartygs för och på, vilket fockstaget är fäst. Syftet är beroende på båt- eller fartygstyp att man ska kunna ha större segel framför fockmasten eller bättre kunna stöda masten och dess förlängningar.
På större fartyg fästs ofta en klyvarbom vid bogsprötet, för att bättre stötta de övre delarna av masten och ge plats för klyvare. På (äldre) båtar används ofta klyvarbom istället för bogspröt.
De flesta moderna segelbåtar har förstaget fäst vid däcket och saknar klyvare, varvid inget bogspröt och ingen klyvarbom behövs. Ett utskjutande ”peke” kan finnas för att bland annat underlätta ombord- och landstigning.
Syftet med peke på moderna båtar är främst att ge gennakers och andra undanvindsegel mer fri vind från storseglet samt underlätta vid gipp. 
Ett segel hängande på en rå under bogsprötet kallas blinda eftersom det skymmer sikten föröver.